# North Attleborough
North Attleborough è un comune degli Stati Uniti d'America facente parte della contea di Bristol nello stato del Massachusetts.